# Liu Xiang (wetenschapper)
Liu Xiang (79 of 77 v.Chr. - 8 of 6 v.Chr.) was een confucianistische geleerde tijdens de Han-dynastie. In zijn functie als beheerder van de keizerlijke bibliotheek verzamelde en bewerkte hij documenten uit de tijd van vóór de Qin-dynastie. De huidige vorm en samenstelling van een groot aantal klassieke Chinese werken is terug voeren op die bewerkingen door Liu Xiang. Hij werd als bibliothecaris van de keizerlijke bibliotheek opgevolgd door zijn zoon Liu Xin.

## Biografie
De biografie van Liu Xiang bevindt zich in juan 36 van Hanshu, de officiële geschiedenis van de vroege-Han dynastie. Liu Xiang was een nakomeling van Liu Jiao (劉交), jongere broer van Liu Bang, de stichter van het Hanrijk. Liu Xiang behoorde daardoor tot de keizerlijke familie. Zijn persoonlijke naam was oorspronkelijk Gengsheng en werd pas later vervangen door Xiang. Zijn omgangsnamen waren Zizheng en Maojin. Het is onduidelijkheid in welk jaar hij werd geboren. Volgens zijn biografie stierf hij op 72-jarige leeftijd, dertien jaar voordat Wang Mang de Han-dynastie verving door zijn 'Xin-dynastie'. Neemt men voor dat moment het tijdstip van de proclamatie van Wang Mang tot keizer (januari van het jaar 9 na Chr.), dan was de geboortedatum van Liu Xiang 77 v.Chr. De annalen in de Hanshu stoppen echter al in april van het jaar 6 na Chr., het moment waarop Wang Mang als assistent-keizer de regering over nam. Neemt men dat als moment waarop de Han-dynastie werd vervangen, dan zou de geboortedatum van Liu Xiang 79 v.Chr. zijn geweest.
In 56 v. Chr. ontsnapte hij ternauwernood aan executie toen een kostbaar en door de keizer betaald alchemistisch experiment om goud te maken mislukte. Hij werd vrijgekocht door zijn oudere broer. Mogelijk kreeg hij gratie omdat keizer Xuan (r. 74-49) hem een commentaar op Guliang wilde laten schrijven. Liu Xiang stond in zeer hoog aanzien bij keizer Cheng (r. 33-7 v.Chr.) zodat hij steeds belangrijkere posities aan het hof wist te verwerven. In 26 v.Chr kreeg hij opdracht om de manuscripten in de keizerlijke bibliotheek te ordenen en waar nodig te reconstrueren. Hij deed dat samen met zijn zoon Liu Xin, die deze taak na de dood van zijn vader voltooide. Rond 6 v.Chr. werden de Zeven samenvattingen (Qilüe, 七略) door Liu Xin aangeboden aan de keizer. Dit werk was een catalogus van de keizerlijke bibliotheek en vormde de oudst bekende systematisch geordende bibliografie. Het was gebaseerd op Bielu (別錄, 'Aangehechte commentaren'), de bibliografische aantekeningen van zijn vader. De catalogus vormde de basis voor juan 30, het bibliografische hoofdstuk van Hanshu.
Liu Xiang had kritiek op de toenemende invloed van de familie Wang, de familie van keizerin-weduwe Wang Zhengjun. Zij wist na de dood van keizer Yuan in 33 v.Chr., als moeder van de nieuwe keizer, een groot aantal familieleden op invloedrijke posities benoemd te krijgen. Hieronder bevonden zich Wang Feng en de latere keizer Wang Mang. Liu Xiang zag dit alles als een gevaar voor de dynastie en daarmee het keizerrijk. Hij schreef zijn waarschuwing in de vorm van een commentaar op Hongfan (洪範, 'Het Grote Plan'), een hoofdstuk uit het Boek der Documenten. In dit 'Commentaar op de vijf kosmische krachten van het Grote Plan' (Hongfan wuxing zhuan, 洪範五行傳) maakte hij gebruik van elementen uit de stroming van de nieuwe tekst (jinwen). Die verbond het Confucianisme met magische aspecten van de leer van de Vijf Elementen en de filosofie van Yin yang. Er zou een relatie bestaan tussen verschijnselen in de natuur en de daden van mensen. Liu Xiang leverde zijn kritiek op de positie van de familie Wang in de vorm van een opsomming van natuurrampen en genoteerde vreemde verschijnselen die sinds de Periode van Lente en Herfst hadden plaatsgevonden. Hoewel de bedoeling van Liu Xiang duidelijk was, wist keizer Cheng hem toch te verdedigen tegen Wang Feng, het hoofd van de familie Wang. Hij stelde dat Liu Xiang zijn werk uitsluitend uit loyaliteit had samengesteld. De keizer was echter niet in staat zich verder aan de invloed van de familie Wang te onttrekken.

## Werken
Liu Xiang was als keizerlijk bibliothecaris een verwoed verzamelaar van oude documenten, die hij vervolgens bewerkte en samenvoegde tot een groot aantal nu klassiek geworden werken. De huidige vorm van veel van deze boeken is dan ook direct terug te voeren op bewerkingen door Liu Xiang: 
- Vier collecties met oude teksten en verhalen: 
  - Xinxu (新序, Nieuw boek) en Shuoyuan (說苑, De gaarde van overredingen), twee verzamelingen moralistische anekdotes en historische verhalen, door Liu Xiang uit ouder materiaal bewerkt en daarna aangeboden aan de keizer.
  - Lienüzhuan (列女傳, Biografieën van voorbeeldige vrouwen), levensbeschrijvingen van beroemde (en beruchte) vrouwen uit het oude China, toegeschreven aan Liu Xiang.
  - Liexian Zhuan (列仙傳, Biografieën van onsterfelijken), levensbeschrijvingen van taoïsten, volgens het voorwoord verzameld door Liu Xiang, maar bijna zeker stammend uit de 3e eeuw na Chr.
- Twee (niet-officiële) historische werken over de periodes van de Lente en Herfst en van de Strijdende Staten:
  - Guoyu (國語, Gesprekken der staten), zou letterlijke uitspraken bevatten van heersers en belangrijke personen uit de tijd van de 'Periode van Lente en Herfst'. Volgens de tradities samengesteld door Zuoqiu Ming (左丘明, 5e eeuw v.Chr.), vervolgens bewerkt (分, fen) door Liu Xiang, Wei Zhao (韋昭, 204-273) en Gao You (高誘, fl. 205-212). Het werk werd traditioneel beschouwd als een informeel commentaar op de Lente- en Herfstannalen en heeft parallellen met het Commentaar van Mijnheer Zuo.
  - Zhanguoce (戰國策, Plannen der Strijdende Staten). Samengesteld door Liu Xiang, die het werk ook zijn titel gaf. De titel van dit werk werd later de aanduiding voor de 'Periode van de Strijdende Staten'.
- Een verzameling klaagliederen:
  - Chuci (楚辭, Zangen van Chu). Van dit werk werden de Negen klaagliederen (jiutan, 九歎) van hoofdstuk 16 verzameld door Liu Xiang.
- Enkele Confucianistische klassieken:
  - Xiaojing (het Boek van de Kinderlijke Gehoorzaamheid). Liu Xiang vergeleek de oude tekst met de nieuwe tekst versie en stelde daaruit de huidige versie samen.
  - Yili (Ceremonies en Riten). De samensteller van de huidige versie, Zheng Xuan (鄭玄, 127–200), vermeldde een versie afkomstig van Liu Xiang. Mogelijk bestond die versie uit de 17 hoofdstukken die de 'oude-tekst' versie gemeenschappelijk had met de 'nieuwe-tekst' versie.
  - Liji (Optekening van de Riten). Volgens Suishu, de officiële dynastieke geschiedenis van de Sui werd dit werk in de vorm van een 131 hoofdstukken tellend document aan het begin van de Han-dynastie overgedragen aan de keizerlijke bibliotheek. Daar zou het manuscript door Liu Xiang opnieuw zijn ontdekt. Later werd echter getwijfeld aan de vondst van een 131 hoofdstukken tellend werk, zodat ook de rol van Liu Xiang twijfelachtig werd.
- Bewerking van:
  - Xinshu (新書, Nieuwe aanbevelingen), een verzameling essays over de kunst van het regeren, oorspronkelijk geschreven door Jia Yi, (賈誼, 200-168 v.Chr.). Liu Xiang heeft de 72 hoofdstukken teruggebracht tot 58.
  - Yanzi chunqiu (晏子春秋, De verhalen van Meester Yan, ook wel Herfst en lente van mijnheer Yan). Vermaningen en historische anekdotes toegeschreven aan Yan Ying (晏嬰, 589?-500 v.Chr.). Liu Xiang stelde dit werk samen en schreef in een voorwoord hoe hij aan de verschillende door hem gebruikte documenten was gekomen.
  - Xunzi (荀子, Meester Xun). Er is een notitie overgeleverd, waarin Liu Xiang beschreef hoe hij de oorspronkelijke 322 pian terugbracht tot 32, omdat de andere 290 'pian' duplicaten waren. Volgens Lü Simian (吕思勉, 1884-1957) is deze notitie ten onrechte toegeschreven aan Liu Xiang.
  - Guanzi (Geschriften van Meester Guan). Een politiek-filosofisch werk dat traditioneel werd toegeschreven aan Guan Zhong (管仲, d. 645 v.Chr.), maar door Liu Xiang tot zijn huidige vorm werd bewerkt.
  - Shenzi, (慎子, Meester Shen). Een filosofisch werk dat werd toegeschreven aan Shen Dao (慎到, 350?-275? v.Chr.) en door Liu Xiang is gekopieerd. Van dit werk zijn slechts fragmenten overgebleven.
  - Huainanzi, (淮南子, De meesters van Huainan), een taoïstisch werk dat volgens de traditie voortgekomen was uit de kring van geleerden rond Liu An (劉安, 179?-122 v.Chr.), koning van Huainan. Hoofdstuk 30, het bibliografische hoofdstuk van Hanshu, noemt een Huainanwai (淮南外, 'buiten Huainan') van 33 pian en een Huainannei (淮南內, 'binnen Huainan') van 21 pian, de versie van Liu Xiang.